# Trachyspora
Trachyspora Fuckel – rodzaj grzybów z rzędu rdzowców (Pucciniales). 

## Systematyka i nazewnictwo
Pozycja w klasyfikacji według Index Fungorum: Phragmidiaceae, Pucciniales, Incertae sedis, Pucciniomycetes, Pucciniomycotina, Basidiomycota, Fungi.
Takson ten zdiagnozował w 1816 r. Leopold Fuckel i jego diagnoza jest uznana przez Index Fungorum. 
Synonimy: Trachysporella Syd..

## Gatunki
- Trachyspora alchemillae (Pers.) Fuckel 1861
- Trachyspora keniensis Gjaerum & Cummins 1982
- Trachyspora melospora (Therry) Dietel 1923
- Trachyspora pentaphylleae Gäum. 1943
- Trachyspora vestita (Dietel) J.C. Lindq. 1957
- Trachyspora wurthii (E. Fisch.) Dietel 1928

Nazwy naukowe na podstawie Index Fungorum.